# تپه شیخ حسن ۲
تپه شیخ حسن ۲ مربوط به عصر مفرغ - دوره اشکانیان - دوره ساسانیان است و در شهرستان دالاهو، بخش مرکزی، دهستان بیونیج، روستای شیخ حسن واقع شده و این اثر در تاریخ ۲۶ اسفند ۱۳۸۶ با شمارهٔ ثبت ۲۱۸۰۱ به‌عنوان یکی از آثار ملی ایران به ثبت رسیده است.